# جیمی اشال
جیمی اشال (انگلیسی: Jimmy Ashall؛ زادهٔ ۱۳ دسامبر ۱۹۳۳) بازیکن فوتبال اهل بریتانیا است.
از باشگاه‌هایی که در آن بازی کرده‌است می‌توان به باشگاه فوتبال لیدز یونایتد اشاره کرد.